# Julien Wolbers

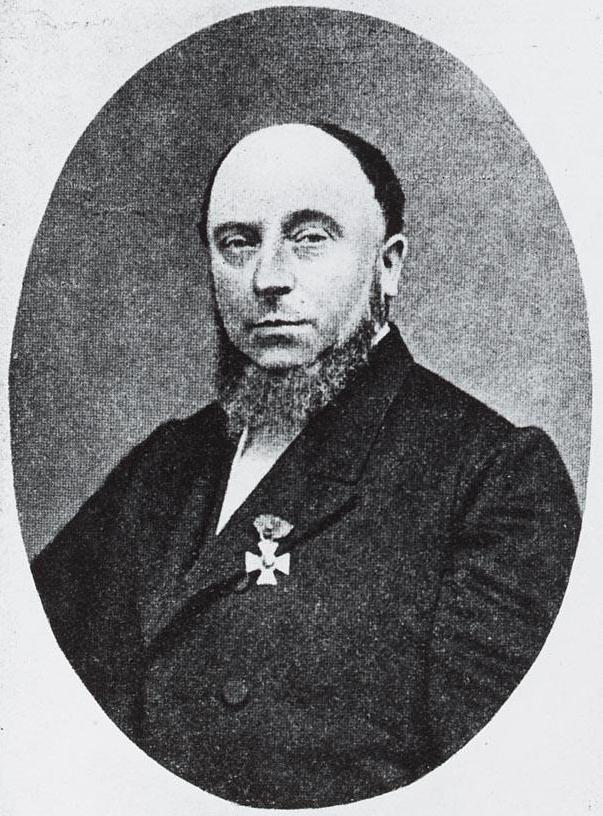
Julien Wolbers

Julien Wolbers (Heemstede, 26 juli 1819 – Utrecht, 22 september 1889) was een Nederlands geschiedkundige, literator en abolitionist.
In zijn geboorteplaats Heemstede was hij in de  traditie van zijn familie voorbestemd om schilder-patroon te worden. Julien Wolbers ontplooide  zich als een lokaal en kerkelijk bestuurder en op advies van predikant Nicolaas Beets vormde hij zich via zelfstudie en door veel te lezen. In 1856 verhuisd naar Utrecht bewoog hij zich op velerlei gebieden van christelijke werkzaamheden, vooral als redacteur van diverse protestantse bladen. Zo redigeerde hij het weekblad "De Werkmansvriend" en stond hij aan de basis van het Nederlandsch Werkliedenverbond Patrimonium. 
Wolbers geldt als een emancipator van de slaven in Suriname. Tot de officiële afschaffing van de slavernij in 1863 schreef hij een reeks van adressen gericht aan de Nederlandse koning en regering, dag- en tijdschriftartikelen, vlugschriften e.d. waarin hij aantoonde dat slavernij in strijd is met de waardigheid en de rechten van de mens. 
Voor zijn meer dan 850 pagina's dikke Geschiedenis van Suriname kreeg hij de koninklijke onderscheiding in de Orde van de Nederlandse Leeuw. Hij baseerde zich voor deze invloedrijke studie uitsluitend op archiefmateriaal en informatie van derden; zelf zette hij in Suriname nooit voet aan wal.
Julien Wolbers was getrouwd met Albertine Stoffels, welk huwelijk kinderloos bleef.